# Canada Lee
Canada Lee, nato Leonard Lionel Cornelius Canegata (Manhattan, 3 marzo 1907 – Manhattan, 9 maggio 1952), è stato un attore e pugile statunitense.

## Filmografia
- Keep Punching, regia di John Clein (1939)
- I prigionieri dell'oceano (Lifeboat), regia di Alfred Hitchcock (1944)
- Anima e corpo (Body and Soul), regia di Robert Rossen (1947)
- La tragedia di Harlem (Lost Boundaries), regia di Alfred L. Werker (1949)
- The Chevrolet Tele-Theatre - serie TV, 2 episodi (1950)
- Piangi mio amato paese (Cry, the Beloved Country), regia di Zoltan Korda (1951)

## Teatro
Lista parziale
- Macbeth (1936)
- Haiti (1938)
- Mamba's Daughters (1939)
- Big White Fog (1940)
- Native Son (1941)
- Anna Lucasta (1944)
- The Tempest (1945)
- The Duchess of Malfi (1946)
- Othello (1948)